# Anhanguera (distrito de São Paulo)
Anhanguera es un distrito ubicado en la zona noroeste de la ciudad de Sao Paulo, Brasil. Administrativamente pertenece a la subprefectura de Perus.
Su nombre proviene de las voces tupís anhanga y -ûer(a), que significa diablo viejo.

## Límites
- Norte: Límite con el municipio de Caieiras.
- Este: Ribeirão São Miguel, Morro do Jaraguá.
- Sur: Límite con el municipio de Osasco y Barueri
- Oeste: Límite con el municipio de Santana de Parnaíba y Cajamar

## Distritos limítrofes
- Municipio de Caieiras (norte)
- Perus y Jaraguá (este)
- Municipios de Osasco y Barueri (sur)
- Municipios de Santana de Parnaíba y de Cajamar (oeste)